# Ernst-und-Berta-Scharrer-Preis
Der Ernst-und-Berta-Scharrer-Preis ist ein mit 5.000 Euro (Stand 2020) dotierter Wissenschaftspreis, der seit 1999 von der Deutschen Gesellschaft für Endokrinologie an in Europa tätige Wissenschaftler verliehen wird, die nicht älter als 40 Jahre sind und sich auf dem Gebiet klinischer und präklinischer Neuroendokrinologie verdient gemacht haben. Der Ernst-und-Berta-Scharrer-Preis wird von der Lilly Deutschland GmbH gesponsert und jährlich auf der Jahrestagung der Deutschen Gesellschaft für Endokrinologie vergeben. Er wurde zu Ehren der deutschen Neuroendokrinologen Berta und Ernst Scharrer eingerichtet.

## Preisträger
- 1999: Griselda Canteros (National University of La Rioja)
- 2001: Werner Kern[2] sowie Jens Claus Brüning
- 2002: Heiko Krude, Heike Biebermann (Otto-Heubner-Zentrum für Pädiatrie der Charité der Humboldt-Universität Berlin) sowie Stefan Fischer (Medizinische Universität Lübeck)[3]
- 2003: Bernd Schultes (* 1969; Universität Lübeck)[4]
- 2004: Stefan Schulz, Giovanni Tulipano (Magdeburg) sowie Katrin End (München)[5]
- 2005: Marily Theodoropoulou (München)[6]
- 2006: Kamila Chara (* 1974; Universität Lübeck), Felix Kreier (Rotterdam)[7]
- 2007: Marta Susana Labeur (Max-Planck-Institut für Psychiatrie (MPI), München)[8]
- 2009: Mirjam Bunck, Ludwig Czibere (MPI, München) sowie Florian Pöll (Friedrich-Schiller-Universität, Jena), Kerstin Oltmanns (Universität Lübeck)[9]
- 2010: Bing Shan, Damian Refojo (MPI, München)[10]
- 2011: Nicole Uschold, Stefan Reber (Universität Regensburg)[11]
- 2012: Gunnar Kleinau und Anne Rediger (Berlin), Jens Mittag (Stockholm)[12]
- 2013: nicht vergeben
- 2014: Christiane E. Koch (Lübeck), Alexander Tups (Marburg)[13]
- 2015: Anthony Tsang (Lübeck)[14]
- 2016: Matthias Thienel-Holzmann (Tübingen)[15]
- 2017: nicht vergeben[16]
- 2018: Rodrigo Chamorro (Lübeck),[17] Stephanie Kullmann (Tübingen)[18]
- 2019: Matthias Auer (München), Johannes Fuß (Hamburg)[19]
- 2020: Alexander Busch (Kopenhagen)[20]
- 2021: Ruth Hanßen (Köln),[21] Dominik Botermann (Göttingen)
- 2022: nicht vergeben[22]
- 2023: Julia Simon (München), Yining Zhao (Erlangen)[23]
- 2024: Nicolas Heyder (Berlin),[24] David Speck (Berlin)[24] und Sarah C. Sentis (Lübeck)[25]
- 2025: Xuefeng Yang (Tübingen) und Niels Niethard (Tübingen)[26]